# Гвінейничні
Гвінейничні (Microecinae) — підродина горобцеподібних птахів родини тоутоваєвих (Petroicidae). Містить 5 родів з 7 видами.

## Поширення
Представники підродини поширені в Австралії, Новій Каледонії, на архіпелазі Бісмарка, островах Танімбар і Ару, Новій Гвінеї та на сусідніх островах.

## Роди
- Гвінейниця (Microeca) — 3 види
- Річкова гвінейниця (Monachella) — 1 вид
- Жовточерева гвінейниця (Cryptomicroeca) — 1 вид
- Жовтонога гвінейниця (Kempiella) — 2 види
- Канаркова гвінейниця (Devioeca) — 1 вид